# Labastide-Paumès
Labastide-Paumès este o comună în departamentul Haute-Garonne din sudul Franței. În 2009 avea o populație de 137 de locuitori.

## Evoluția populației
| An        | 1975 | 1982 | 1990 | 1999 | 2006 | 2009 |
| --------- | ---- | ---- | ---- | ---- | ---- | ---- |
| Populație | 135  | 143  | 127  | 127  | 132  | 137  |